# Liber de laudibus Sanctae Crucis
Liber de laudibus Sanctae Crucis (někdy také Opus in honorem Sanctae Crucis conditum) je iluminovaný rukopis z 9. století. V 17. století se rukopis nacházel v Praze mezi předměty uměleckých sbírek císaře Rudolfa II., poté však byl uloupen rabujícími vojáky při švédském obléhání Prahy.

## Obsah

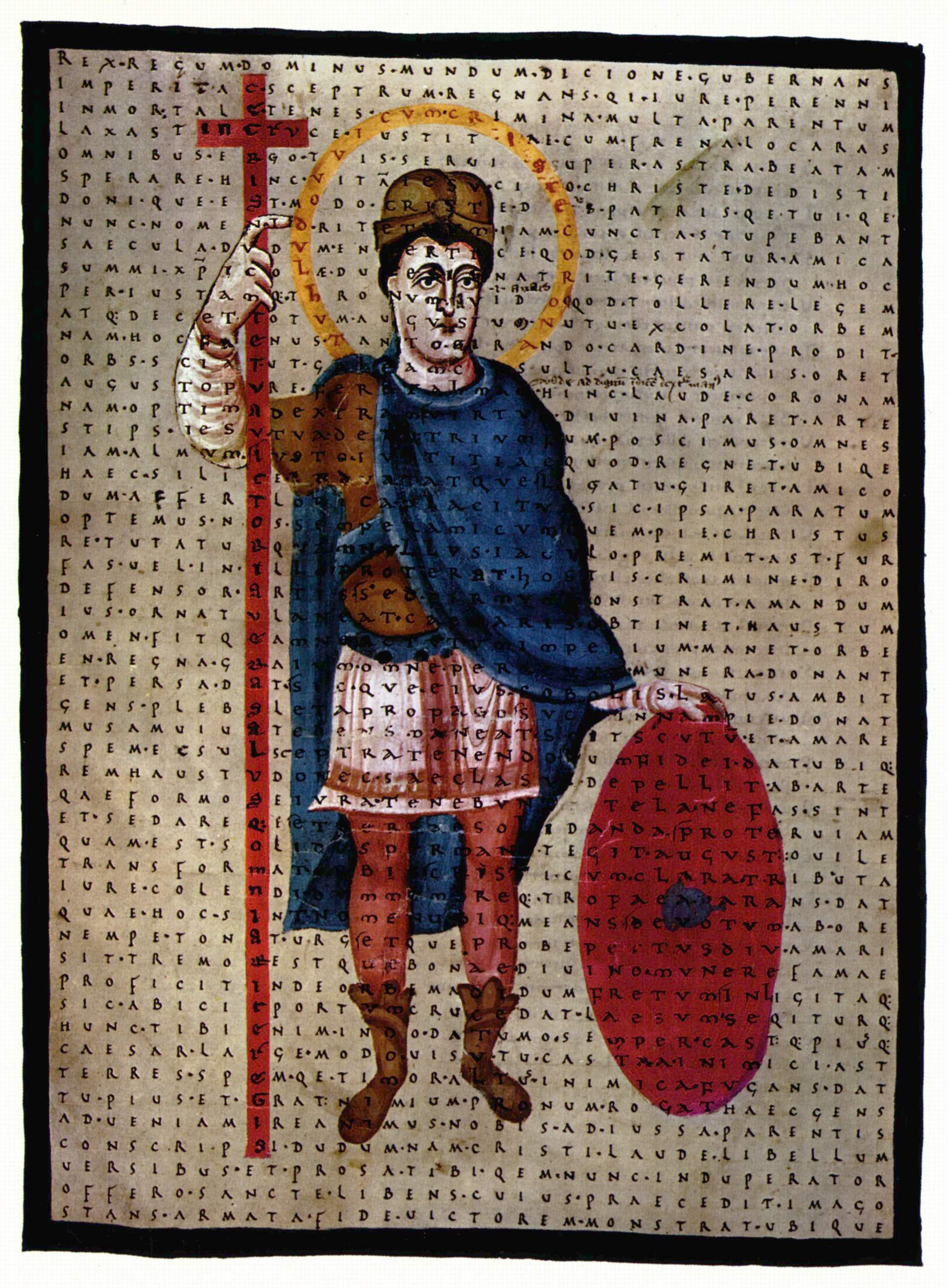
Vyobrazení císaře Ludvíka I. Pobožného v rukopise, Biblioteca Apostolica Vaticana, Vatikán, Reg. lat. 124 (Fulda, 2. čtvrtina 9. století, snad kolem let 825/26)

Text traktátu byl sepsán Rabanem Maurem, opatem z Fuldy, pozdějším arcibiskupem mohučským a praeceptor Germaniae, tento titul obdržel od Ludvíka I. Pobožného. V tomto díle, v němž je kříž povýšen na znamení vzkříšení Krále králů, kolorované miniatury nejstaršího opisu, z nichž jeden se zachoval ve Apoštolské knihovně ve Vatikáně další, Codex Vindobonensis 652, v Österreichische Nationalbibliothek ve Vídni datované roky 810 a 814, opakovaně představují znamení kříže a krucifix.
V knize je vyobrazení, na němž Rabanus Maurus věnuje knihu papeži Řehořovi IV.

## Vatikánský rukopisReginensis latinus 124
Reginensis latinus 124 je obzvláště krásný rukopis. Vznikl ve Fuldě a v současné době je uložen ve Vatikánské apoštolské knihovně. Představuje text De laudibus sanctae crucis na 61 pergamenových listech, který obsahuje:
- věnování arcibiskupovi Otgarovi Mohučskému
- věnování (dedicatio, svatému Martinovi)
- předání knihy papeži (Řehořovi)
- figurální báseň k poctě císaře Ludvíka Pobožného
- 1. hlavní část knihy: 28 křížových veršů a vysvětlivek
- vedlejší část: texty křížových veršů v hexametrálním rytmu
- předmluva ke 2. knize
- 2. hlavní část knihy: podrobné vysvětlivky ke křížovým veršům

Kodex byl původně věnován mohučskému arcibiskupu Haistulfovu, avšak po jeho smrti byl spis opatřen věnováním arcibiskupovi Otgarovi, musel tedy po jistou dobu patřit do sbírek mohučské diecézní knihovny. V pozdějších letech blíže neurčených byl navrácen zpět do fuldského kláštera.
Zde byl jistě v 16. století, neboť existuje záznam o vypůjčení císařem Rudolfem II. († 1612) v dopise z 15. června 1598. Rukopis se tak dostal do Prahy, kde byl okopírován, ale i poté zůstával v Praze, a to až do konce třicetileté války (1618–1648), kdy se stal obětí švédského rabování na Pražském hradě a byl odvezen do Švédska.
Královna Kristýna Švédská († 1689) rukopis věnovala knihovně své oblíbené univerzity v Uppsale. Když v roce 1655 konvertovala ke katolicví a přestěhovala se do Říma, kde v roce 1689 zemřela, odkázala knihovnu včetně rukopisu papeži Inocentovi XI.